# L'Immaculée Conception vue par saint Jean l'Évangéliste
L'Immaculée Conception vue par saint Jean l'Évangéliste (La Inmaculada Concepción vista por San Juan Evangelista) est une peinture à l'huile sur toile réalisée vers 1585 par Le Greco (1541-1614). Ce dernier s'est installé définitivement à Tolède en 1577 après des séjours à Venise et à Rome. Cette œuvre maniériste magistrale se trouve au musée Santa Cruz de Tolède. Elle mesure 236 × 117 cm et est signée en grec en bas à droite.

## Description
Ce retable traite d'un sujet, l'Immaculée Conception, qui a été interprété à plusieurs reprises par El Greco. Cette version précède L'Immaculée Conception peinte entre 1608 et 1616 que l'on peut également admirer au musée Santa Cruz de Tolède. Dans celle de 1585, le Gréco, crée une perspective de gauche à droite, le regard du spectateur partant de saint Jean debout de dos en bas à gauche, frappé de la vision qu'il a de la Vierge Marie, telle qu'il l'a décrite dans son Apocalypse. Ainsi le spectateur de ce tableau peut s'identifier à l'apôtre de Patmos. Celui-ci est vêtu d'une toge bleue et d'un manteau rouge à l'inverse de la Vierge Marie, comme effet de miroir. La ligne de fuite est de gauche à droite, alors que traditionnellement elle devrait être de droite à gauche[réf. nécessaire].
Les traits anguleux des figures et les lignes de fuite reflètent l'influence de l'art byzantin dans l'œuvre du Gréco. Une mandorle en forme de halo surplombe la figure de la Vierge Marie les mains jointes, vêtue d'un manteau bleu nuit (symbole d'Éternité) tandis que des rayons de soleil rappellent qu'elle est « vêtue du Soleil ». La colombe du Saint-Esprit au-dessus de la Vierge qui est flanquée de quatre anges musiciens (harpe, luth, etc.) ouvre le ciel dans le halo. En bas les nuages s'effacent après l'orage de grêle. Les roses, les lis, en bas à droite, ainsi que le palmier (en écho à la palme du martyre) sont des attributs traditionnels de Marie, rappelant sa pureté et les douleurs subies sous la Croix, tandis que des têtes d'anges soutiennent ses pieds. La rose sans épine rappelle la rose mystique reliée à la dévotion à Marie et le jardin en bas du tableau réfère clairement à l'Hortus conclusus, symbolisant la vertu et la pureté de la Vierge Marie. Le croissant de Lune en bas à droite rappelle la vision de l'Apocalypse et le fait que Marie soit le seul être humain conçu sans le péché originel, ainsi que le déclare la tradition catholique. Pendant la Renaissance espagnole, la dévotion à Marie est particulièrement forte, surtout sous son aspect d'Immaculée Conception.
Ce tableau appartient à l'église Sainte-Léocadie de Séville qui l'as mis en dépôt au musée en 1961.